# 부산일본성
부산일본성(釜山日本城)은 부산광역시 동구 범일동에 있는 정유재란 때 일본군이 쌓은 일본식 성곽(일본성)이다. 1963년 1월 21일 대한민국의 사적 제35호로 지정되었으나, 1969년 8월 1일 보존가치가 없어 해제되었다.

## 개요
좌천동과 범일동 일대 증산공원에 축성된 성이며 임진왜란과 정유재란 때 일본군의 침략 근거지였다. 1593년과 1598년에 쌓은 것으로 추측되며, 부산항으로부터 내륙에 들어오는 입구를 막을 수 있도록 했다. 성터만 남아 있는 꼭대기에 장대를 지었던 흔적이 있고, 출입구가 서쪽과 남쪽 두곳에 있다. 그 구조나 형식에 있어 일본식 색채가 짙으며, 고니시 유키나가가 방어의 진지로 쌓았다는 설이 있다.
조선 선조 때에 왜장 모리 데루모토가 축성했다.

## 같이 보기
- 부산진성
- 마산일본성

## 참고 자료
- 부산일본성 - 국가유산청 국가유산포털